# Тензор Коттона
В дифференциальной геометрии тензор Коттона на (псевдо)-римановом многообразии размерности n задаётся как тензор 3-го ранга, определяемый с помощью метрики. 
Назван в честь Эмиля Коттона.

## Определение
Тензор Коттона можно записать в координатах следующим образом
{\displaystyle C_{ijk}=\nabla _{k}R_{ij}-\nabla _{j}R_{ik}+{\tfrac {1}{2(n-1)}}\cdot \left(\nabla _{j}Rg_{ik}-\nabla _{k}Rg_{ij}\right),}
где {\displaystyle R_{ij}} — тензор Риччи и {\displaystyle R} — скалярная кривизна
Про Тензор Коттона можно думать как про векторно-значную 2-форму.

## Свойства
- Равенство нулю тензора Коттона для размерности {\displaystyle n=3} является необходимым и достаточным условием того, что многообразие является конформно евклидовым. 
  - В размерностях {\displaystyle n\geq 4} аналогичным свойством обладает тензору Вейля.